# Cohetes de Seliger
Familia de cohetes sonda modulares propulsados por combustible sólido y diseñados por el equipo de Berthold Seliger entre 1961 y 1964.
Se diseñaron versiones de una, dos y tres etapas, capaces de alcanzar 52, 80 y 120 km de altura respectivamente. Se diseñó también una rampa de lanzamiento móvil y adaptable a los diferentes diámetros de los cohetes, y la firma de Seliger proporcionó los equipos de seguimiento y lanzamiento. Durante las pruebas, el ejército alemán proporcionó seguridad, comunicaciones y un helicóptero para la búsqueda y recuperación de la carga útil.
Las pruebas fueron hechas bajo los auspicios de la Sociedad Alemana de Cohetes, una sociedad cohetera civil y privada, bajo contrato con el Instituto Max Planck y un contratista militar.
Todos los lanzamientos fueron realizados desde Cuxhaven, y fueron interrumpidos tras la prohibición por parte del gobierno alemán de los lanzamientos de cohetes por parte de civiles en junio de 1964.

## Versiones

### Seliger 1
Cohete monoetapa, 6 lanzamientos, el primero el 19 de noviembre de 1962 y el último el 5 de diciembre de 1963.

#### Especificaciones
- Apogeo: 52 km
- Empuje en despegue: 49 kN
- Diámetro: 0,6 m
- Longitud total: 3,4 m

### Seliger 2
Cohete de dos etapas con el que se hicieron 2 lanzamientos, ambos el 7 de febrero de 1963.

#### Especificaciones
- Apogeo: 80 km
- Empuje en despegue: 49 kN
- Diámetro: 0,6 m
- Longitud total: 6 m

### Seliger 3
Cohete de tres etapas con el que se hizo un único lanzamiento, el 2 de mayo de 1963.

#### Especificaciones
- Apogeo: 120 km
- Empuje en despegue: 50 kN
- Diámetro: 0,56 m
- Longitud total: 12,8 m